# Pitija
Pitija (grč. Πυθία), u grčkoj mitologiji i povijesti, svećenica i proročica u Apolonovu hramu koji se nalazio u Delfima, starogrčkom svetištu. Ime potječe od starog naziva za Delfe (grč. Pytho) ili od zmije pitona.
Pitija je proricala tako što bi sjedila na tronošcu raspukline u stijeni iz koje su izlazile opojne pare te je padala u trans. Godine 1998. geolozi su pronašli dvije podzemne udubine ispod tog hrama iz kojih izbija plin etilen. Taj plin u manjim količinama kod osoba izaziva euforiju, a u većim količinama taj plin je halucinogen koji potiče vizije i zapanjujuće stanje osobe. Pod utjecajem tih para Pitija bi padala u trans i omamljena izgovarala dvosmislene rečenice. No bila je toliko poznata i ljudi su vjerovali u njezina proročanstva da su joj dolazili razni kraljevi i vojskovođe po savjete prije nego što bi otišli u bitke. Svako njezino proročanstvo moglo bi se shvatiti dvosmisleno.
Poznato je da su točna i precizna njezina proročanstva bila vezana za Sokratovu slavu, godinama prije nego što je postao poznat, onda neuspjeh perzijske invazije na Grčku, te proročanstvo vezano uz Aleksandrovo osvajanje poznatog svijeta. No najpoznatije Pitijino proročanstvo koje se može protumačiti na dva različita načina, ovisno o tome gdje se postavi zarez je:
Ibis redibis, nunquam peribis in bello. – Ići ćeš, vratiti se, nećeš u ratu poginuti.
Ibis redibis nunquam, peribis in bello. – Ići ćeš, vratiti se nećeš, u ratu (ćeš) poginuti.